# Zwischen Tod und Leben (1977)
Zwischen Tod und Leben (Originaltitel: Les anneaux de Bicêtre) ist ein französischer Fernsehfilm aus dem Jahr 1977, der auf dem Roman Die Glocken von Bicêtre von Georges Simenon basiert. Regie bei dem Drama führte Louis Grospierre, der auch das Drehbuch schrieb. Die Hauptrollen spielten Michel Bouquet und Claude Jade.

## Handlung
Der Lektor Maugras genest nach einem Schlaganfall. Einziger Halt ist ihm die junge Pflegerin Blanche. Maugras beginnt sie zu begehren, für Blanche zählen aber einzig die Fortschritte ihres Patienten. Eifersüchtig wacht Maugras über die Flirts des Assistenzarztes Gobet mit Blanche. Während Maugras monologisiert, holt ihn die unentwegt mit ihm redende Blanche ins Leben zurück. Maugras, der gewohnt war, die Dinge selbst zu bestimmen, ist nun abhängig von der diskreten Schwester, die ihn pflegt, und die ihn in den Tagen seiner bislang schwersten Prüfung dazu bringt, sich mit den „wirklichen“ Fragen zu beschäftigen, sein Leben unter anderen Gesichtspunkt zu betrachten.

## Deutsche Fassung
Michel Bouquet wurde von Paul Edwin Roth, Claude Jade von Angelika Bender synchronisiert.

## Veröffentlichung
Premiere des Films in Frankreich war am 5. Januar 1977, Deutschlandpremiere am 2. Januar 1980.